# Vladislav Gavriliuc
Vladislav Gavriliuc, noto anche come Vadim (7 marzo 1972), è un ex calciatore moldavo, di ruolo attaccante.

## Carriera

### Club
Esordisce nella stagione 1992-1993 con il Nistru Otaci, squadra della prima divisione moldava. Durante tutta la carriera si divide tra Nistru Otaci e Zimbru Chișinău, società con la quale ottiene diversi successi. Nel 1995 e nel 1996 vince due classifiche marcatori consecutive. A 30 anni decide di concludere la sua carriera professionistica.
Totalizza 191 presenze e 120 reti nella massima divisione moldava.

### Nazionale
Esordisce il 6 settembre del 1995 contro il Galles (1-0). Vanta 4 presenze in Nazionale.

## Palmarès

### Club

#### Competizioni nazionali
- Divizia Națională: 4

Zimbru: 1995-1996, 1997-1998, 1998-1999, 1999-2000
- Cupa Moldovei: 2

Zimbru: 1996-1997, 1997-1998

### Individuale
- Capocannoniere della Divizia Națională: 2

1994-1995 (20 gol), 1995-1996 (34 gol)